# Bajonet

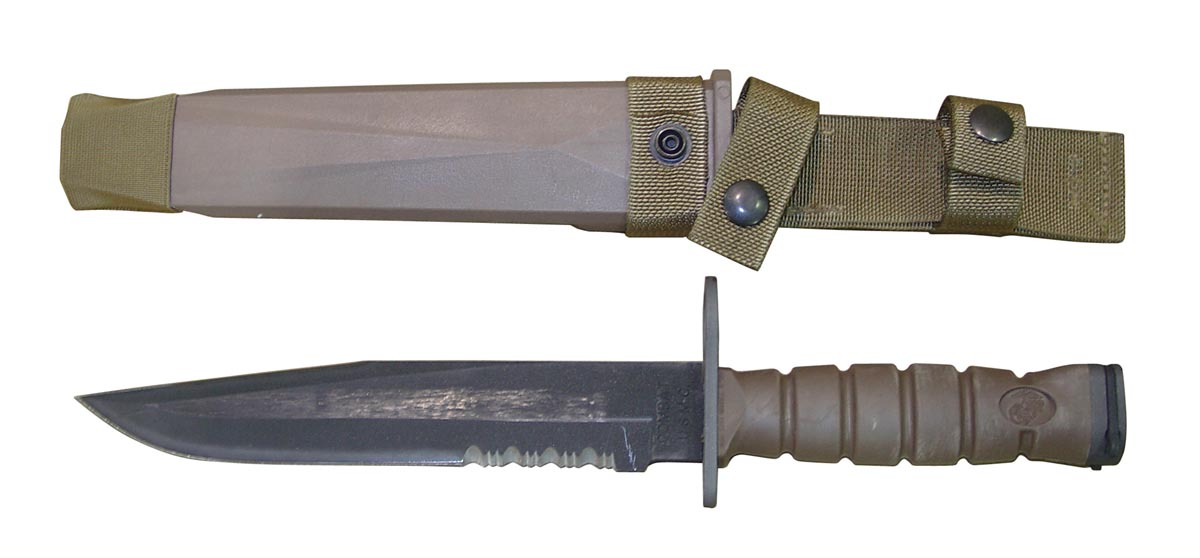
Bajonet die gebruikt wordt door het USMC, het Amerikaanse Korps Mariniers.

Een bajonet (geweerdolk) is een mes- of dolkvormig gevechtswapen dat werd ontworpen om op of over de loop van een geweer of ander vuurwapen te leggen.

## Geschiedenis
Medio zeventiende eeuw waren er regelmatig conflicten binnen Frankrijk. De burgers van de zuidelijke Franse stad Bayonne stopten hun dolk in de loop van hun musketten om zo een soort lans te vormen.
Het voordeel van zo'n wapen met twee toepassingen was spoedig duidelijk. Vroege musketten hadden niet zo'n hoge vuursnelheid als moderne wapens (ongeveer één schot per minuut) en waren onbetrouwbaar. De bajonetten waren een nuttige toevoeging aan het wapensysteem.
Het nadeel was dat je met een musket met een mes in de loop niet meer kon schieten.
Hierdoor werden al gauw modellen ontwikkeld die onder (naast) de loop gemonteerd werden en zo de loopmonding vrij lieten.
In de 18e en 19e eeuw werd veel met bajonetten geëxperimenteerd. Tijdens de Amerikaanse Burgeroorlog werden bajonetten zelfs vastgemaakt aan pistolen, maar zij bleken vrij nutteloos. De beroemde Friedrich Wilhelm von Steuben voerde in 1776 de nu bekende bajonetexercities in. Het kapmes nam de positie als steekwapen van de bajonet over.
Zelfs in moderne oorlogvoering worden de bajonetten nog gebruikt als steekwapen. De Britse troepen gebruikten dit wapen bijvoorbeeld bij de Falklandoorlog en de invasie van Irak.